# Cercle des Patineurs Liégeois
De Cercle des Patineurs Liégeois (C.P.L.) was een Belgisch ijshockeyteam uit Luik.

## Geschiedenis
De club werd opgericht in 1939. In de periode 1972-'76 was hun naamsponsor Super Nendaz.
In het seizoen 1971-'72 trad de club aan in de Nederlandse eredivisie en in de periode 1972-'76 werd er deelgenomen aan de Beker van Nederland.
In het seizoen 1973-'74 trad de club aan in de Europa Cup, waar ze in de eerste ronde werd uitgeschakeld door de Tilburg Trappers. 
In 1988 hield de club op te bestaan, ze werd tienmaal landskampioen.

## Palmares
- Landskampioen[4]: 1949, 1955, 1960, 1961, 1963, 1964, 1965, 1972, 1973 en 1974.